# Ковєшніков Сергій Іванович
Сергі́й Іва́нович Ковє́шніков (29 грудня 1962 — 29 серпня 2014) — прапорщик резерву Міністерства внутрішніх справ України, учасник російсько-української війни.

## Життєвий шлях
Народився 1962 року у Воронежі (за іншими даними — у Житомирі), вся родина перебуває в Росії. 1980 року закінчив ЗОШ № 7 міста Житомир. Вступив до Житомирського політехнічного інституту; після 1 курс за власним бажанням був призваний на службу до армії. Військовик, закінчив школу прапорщиків, служив у десантних військах. Доля військового закинула його на Далекий Схід — на морський флот у Владивосток; острів Руський. Після закінчення контракту, заради батьків — які вже потребували допомоги — продовжив службу і повернувся до Житомира. Проживав у Житомирі, працював в охоронних фірмах; був кінологом.
Відразу після російської інвазії до Криму пішов до військкомату, не взяли через вік. Він записався без оформлення. Пішов добровольцем, начальник майстерні технічної діагностики й ремонтних робіт, заступник командира 1-го взводу 3-ї розвідувальної роти, 2-й батальйон спеціального призначення НГУ «Донбас», псевдо «Бірюк».
На околиці Червоносільського пожежна машина наштовхнулася на позицію російського танка Т-72 (6-а окрема танкова бригада збройних сил РФ), танк вистрелив прямою наводкою. Коли намагався полагодити один з автотранспортних засобів батальйону та відстрілювався, загинув від кулі снайпера молодший сержант Іван Ганя. «Тур» був у кабіні; загинув разом з «Редом», «Бані», «Восьмим», «Бірюком» (перебував усередині машини) та «Ахімом».
3 вересня тіло Ковєшнікова з тілами 96 інших загиблих привезено до дніпропетровського морга. 16 жовтня тимчасово похований на Краснопільському цвинтарі Дніпропетровська, як невпізнаний захисник України.
Упізнаний за тестами ДНК, 17 березня 2015-го перепохований у Житомирі, Смолянське військове кладовище.
Без Сергія лишилися дружина, син Данило 1996 р.н.

## Нагороди та вшанування
За особисту мужність і героїзм, виявлені у захисті державного суверенітету та територіальної цілісності України, вірність військовій присязі під час російсько-української війни, відзначений — нагороджений
- орденом «За мужність» III ступеня (посмертно)
- 21 квітня 2017 року на фасаді житомирської ЗОШ № 7 імені В. В. Бражевського відкрито меморіальну дошку випускнику Сергію Ковєшнікову.
- Його портрет розміщений на меморіалі «Стіна пам'яті полеглих за Україну» у Києві: секція 3, ряд 8, місце 18
- Вшановується 29 серпня на щоденному ранковому церемоніалі вшанування українських захисників, які загинули цього дня у різні роки внаслідок російської збройної агресії[4]
- Іловайський Хрест (посмертно)